# Tiebas-Muruarte de Reta

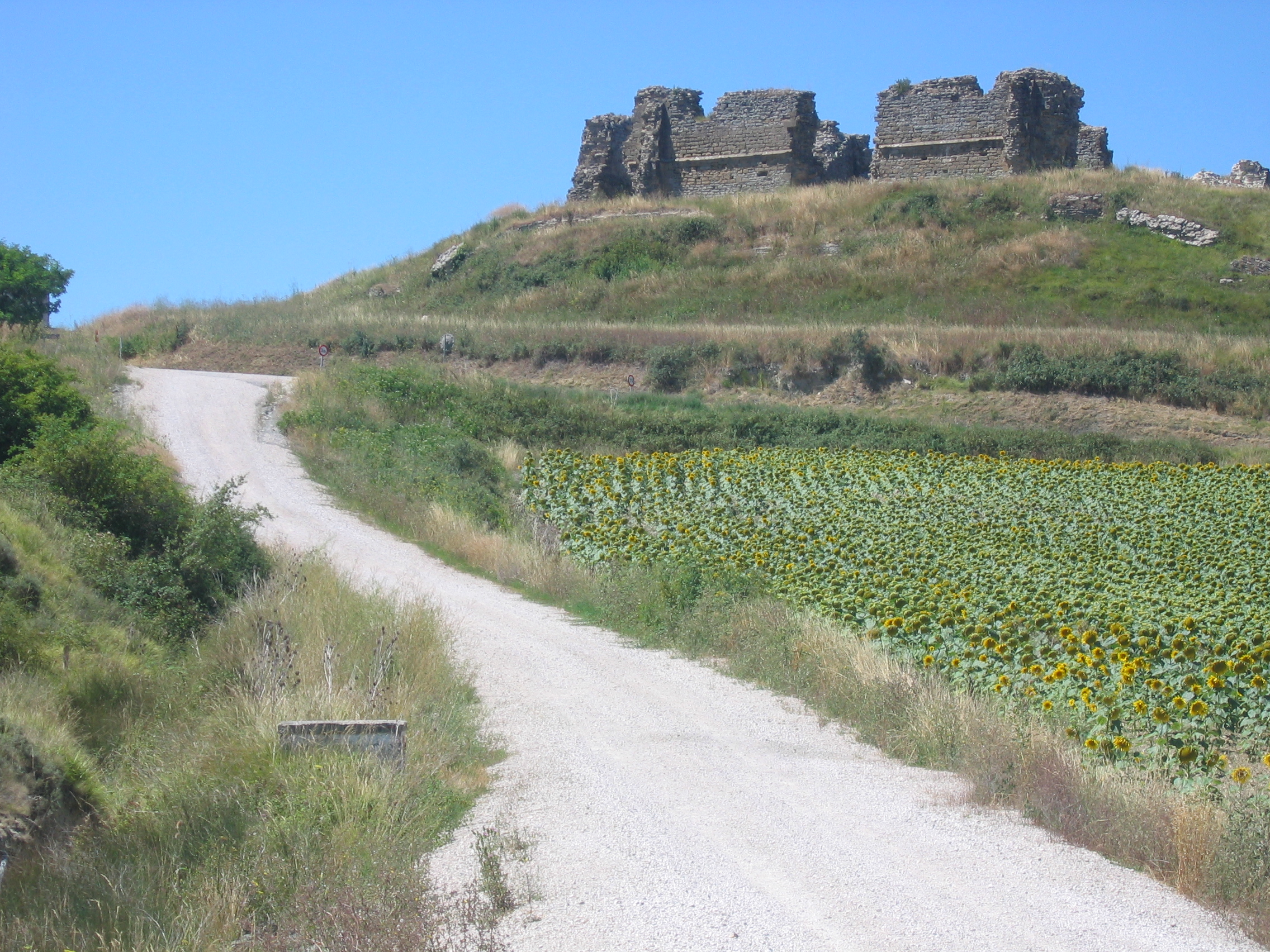
Burgruine aus dem 13. Jahrhundert

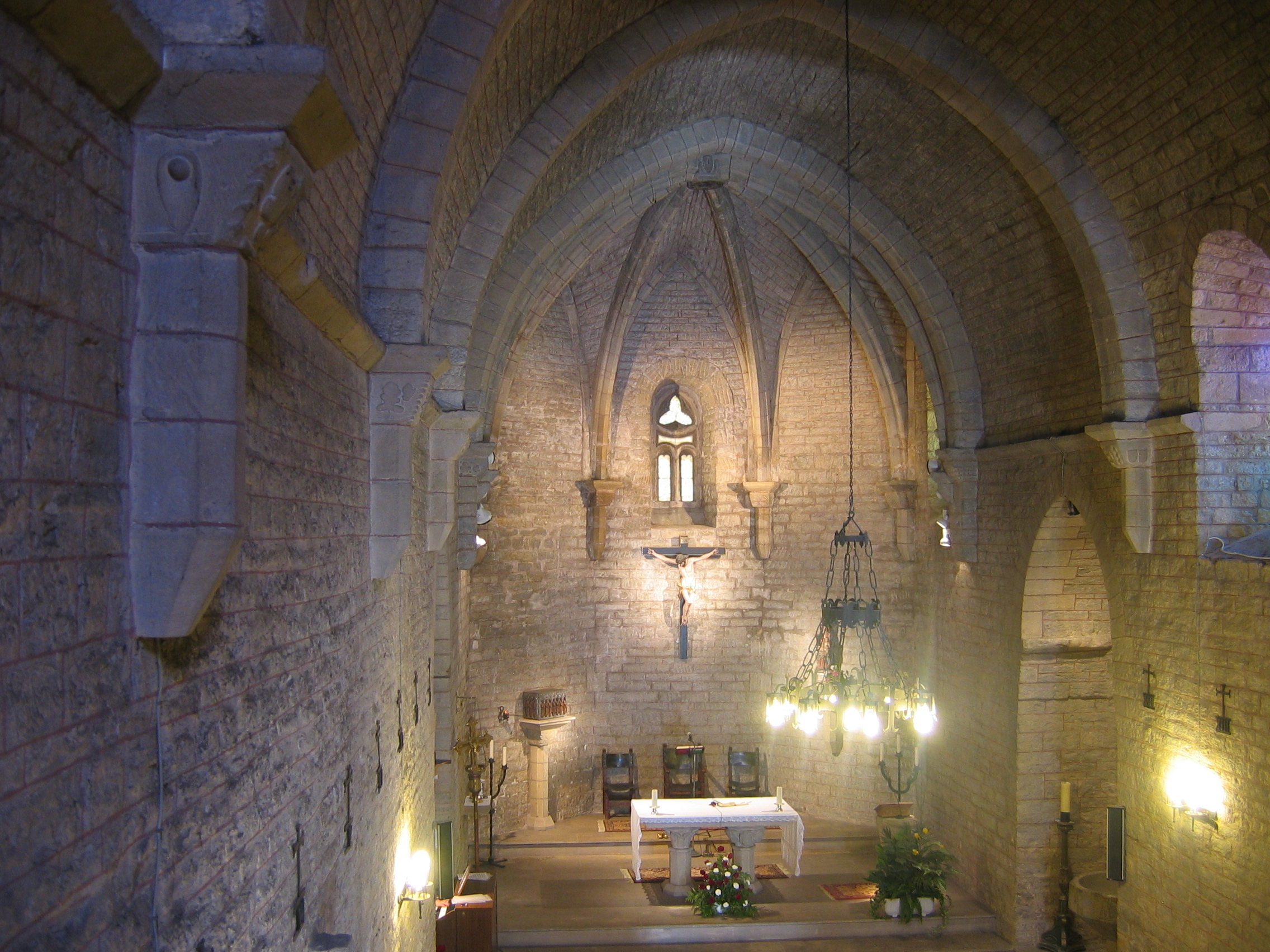
Kirche Santa Eufemia aus dem 14. Jahrhundert (Innenansicht)

Tiebas-Muruarte de Reta ist ein Ort am Camino Aragonés im spanischsprachigen Teil der Autonomen Gemeinschaft Navarra in Spanien.

## Sehenswürdigkeiten
- Kirche Santa Eufemia aus dem 14. Jahrhundert
- Burgruine aus dem 13. Jahrhundert